# Nazionale maschile di roller derby della Danimarca
La nazionale di roller derby maschile della Danimarca è la selezione maggiore maschile di roller derby, il cui nickname è Team Denmark, che rappresenta la Danimarca nelle varie competizioni ufficiali o amichevoli riservate a squadre nazionali. Si è ritirata prima dell'inizio del campionato mondiale di roller derby maschile 2014.

## Dettaglio stagioni

### Amichevoli
| Stagione | Vin | Par | Per | Tot | PF  | PS  | avversaria  |
| -------- | --- | --- | --- | --- | --- | --- | ----------- |
| 2013     | 1   | 0   | 0   | 1   | 149 | 113 | Svezia      |
| 2014     | 1   | 0   | 0   | 1   | 209 | 159 | Paesi Bassi |
|          |     |     |     |     |     |     |             |
| Totale   | 2   | 0   | 0   | 2   | 358 | 272 |             |

### Tornei

#### Battle of the Beasts
| Stagione | regular season | regular season | regular season | regular season | regular season | regular season | playoff | playoff | playoff | playoff | playoff | playoff   | playoff    |
|          | Vin            | Par            | Per            | Tot            | PF             | PS             | Vin     | Per     | Tot     | PF      | PS      | risultato | avversaria |
| -------- | -------------- | -------------- | -------------- | -------------- | -------------- | -------------- | ------- | ------- | ------- | ------- | ------- | --------- | ---------- |
| 2013     |                |                |                |                |                |                | 1       | 1       | 2       | 118     | 181     |           | Irlanda    |
|          |                |                |                |                |                |                |         |         |         |         |         |           |            |
| Totale   |                |                |                |                |                |                | 1       | 1       | 2       | 118     | 181     |           |            |

### Riepilogo bout disputati
| Anno | Luogo        | Evento                  | Fase del torneo | Incontro                | Risultato |
| 2013 | Valkenswaard | Battle of the Beasts II |                 | Danimarca - Paesi Bassi | 83 - 42   |
| 2013 | Valkenswaard | Battle of the Beasts II |                 | Danimarca - Irlanda     | 35 - 139  |
| 2013 | Göteborg     | Amichevole              |                 | Svezia - Danimarca      | 113 - 149 |
| 2014 | Copenaghen   | Amichevole              |                 | Danimarca - Paesi Bassi | 209 - 159 |

## Confronti con le altre Nazionali
Questi sono i saldi della Danimarca nei confronti delle Nazionali incontrate.

### Saldo positivo
| Nazionale   | Giocate | Vinte | Pareggiate | Perse | PF  | PS  | Ultima vittoria | Ultimo pari | Ultima sconfitta |
| ----------- | ------- | ----- | ---------- | ----- | --- | --- | --------------- | ----------- | ---------------- |
| Paesi Bassi | 2       | 2     | 0          | 0     | 292 | 201 | 2014            | -           | -                |
| Svezia      | 1       | 1     | 0          | 0     | 149 | 113 | 2013            | -           | -                |

### Saldo negativo
| Nazionale | Giocate | Vinte | Pareggiate | Perse | PF | PS  | Ultima vittoria | Ultimo pari | Ultima sconfitta |
| --------- | ------- | ----- | ---------- | ----- | -- | --- | --------------- | ----------- | ---------------- |
| Irlanda   | 1       | 0     | 0          | 1     | 35 | 139 | -               | -           | 2013             |